# كليفورد إي. يونغ
كليفورد إي. يونغ (بالإنجليزية: Clifford E. Young) هو موسيقي أمريكي، ولد في 7 ديسمبر 1883 في سولت ليك في الولايات المتحدة، وتوفي في 21 أغسطس 1958.